# Triakontameron
Triakontameron ist eine Folge von 30 Stücken und einem Epilog für Klavier, komponiert 1919/1920 von Leopold Godowsky.

## Entstehung
Jedes der Stücke wurde an einem einzelnen Tag geschrieben und alle stehen im Dreiviertel-Takt. Der Titel wurde inspiriert durch Boccaccios Decameron. Zu den bekanntesten Teilen der Suite zählen die Stücke mit dem Titel Alt Wien, Nächtliches Tangier und Äthiopische Serenade. Sie wurden als Triakontameron, Thirty Moods and Scenes in Triple Measure am 19. Mai 1920 erstmals publiziert.

## Referenzen
- David Ewen, Encyclopedia of Concert Music.  New York; Hill and Wang, 1959.